# Vallon FR
| FR ist das Kürzel für den Kanton Freiburg in der Schweiz. Es wird verwendet, um Verwechslungen mit anderen Einträgen des Namens Vallon zu vermeiden. |

Vallon ist eine politische Gemeinde im Distrikt Broye des Kantons Freiburg in der Schweiz.

## Geographie
Vallon liegt auf 482 m ü. M., 7 km nördlich von Payerne (Luftlinie). Das Dorf erstreckt sich an aussichtsreicher Lage auf dem leicht nach Süden geneigten Hang nördlich der Broyeebene, im nordwestlichen Freiburger Mittelland.
Die Fläche des 3,5 km² grossen Gemeindegebiets umfasst einen Abschnitt des Höhenrückens, der den Neuenburgersee von der Broyeebene trennt. Das Gebiet hat im Süden einen kleinen Anteil an der Broyeebene und reicht über den kanalisierten Flusslauf der Petite Glâne bis an die Autobahn A1. Nördlich der Ebene erstreckt sich der Gemeindeboden auf den breiten Molassehöhenrücken und wird im Westen vom Tälchen des Laret, im Osten von demjenigen des Ruisseau des Vaux begrenzt. Der höchste Punkt von Vallon wird mit 520 m ü. M. auf der Flur Sur le Mont erreicht. Von der Gemeindefläche entfielen 1997 8 % auf Siedlungen, 3 % auf Wald und Gehölze und 89 % auf Landwirtschaft.
Zu Vallon gehören der Weiler Carignan (443 m ü. M.) am Nordrand der Broyeebene und am Eingang in das Tälchen des Laret sowie einige Einzelhöfe. Nachbargemeinden von Vallon sind Gletterens, Delley-Portalban und Saint-Aubin im Kanton Freiburg sowie Missy, Corcelles-près-Payerne und Grandcour im Kanton Waadt.

## Bevölkerung
Mit 520 Einwohnern (Stand 31. Dezember 2023) gehört Vallon zu den kleinen Gemeinden des Kantons Freiburg. Von den Bewohnern sind 87,3 % französischsprachig, 10,9 % deutschsprachig, und 1,5 % sprechen Portugiesisch (Stand 2000). Die Bevölkerungszahl von Vallon belief sich 1900 auf 175 Einwohner. Nach einem Höchststand 1920 mit 235 Einwohnern nahm die Bevölkerung bis 1970 um rund 30 % auf 166 Personen ab. Erst seither wurde wieder ein deutliches Bevölkerungswachstum verzeichnet.

## Wirtschaft
Vallon war bis in die zweite Hälfte des 20. Jahrhunderts ein vorwiegend durch die Landwirtschaft geprägtes Dorf. Noch heute haben der Ackerbau, der Obstbau und die Viehzucht einen wichtigen Stellenwert in der Erwerbsstruktur der Bevölkerung. Weitere Arbeitsplätze sind im lokalen Kleingewerbe und im Dienstleistungssektor vorhanden, unter anderem in einer mechanischen Werkstätte. Vallon besitzt ein Reitzentrum. In den letzten Jahrzehnten hat sich das Dorf dank seiner attraktiven Lage auch zu einer Wohngemeinde entwickelt. Viele Erwerbstätige sind deshalb Wegpendler, die hauptsächlich in den grösseren Ortschaften des Broyetals und in Payerne arbeiten.

## Verkehr
Die Gemeinde ist verkehrsmässig recht gut erschlossen. Sie liegt an einer Verbindungsstrasse von Corcelles-près-Payerne nach Gletterens. Der nächste Anschluss an die Autobahn A1 (Lausanne-Bern), die im Jahr 1997 eröffnet wurde, befindet sich rund 8 km vom Ortskern entfernt. Durch einen Postautokurs, der von Payerne nach Chevroux verkehrt, ist Vallon an das Netz des öffentlichen Verkehrs angebunden.

## Geschichte

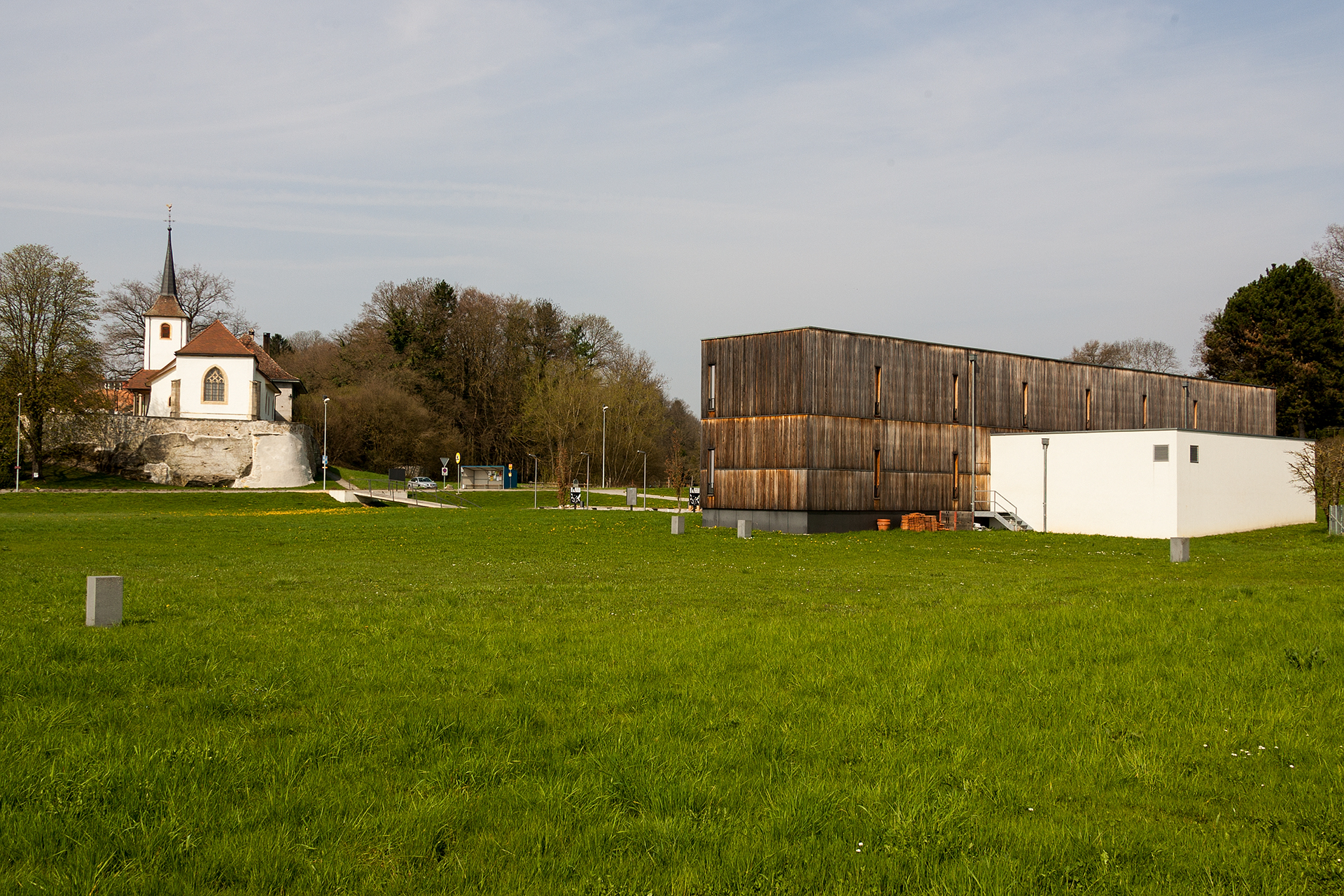
Kirche und Römermuseum

Das Gemeindegebiet von Vallon war schon sehr früh besiedelt. Im Einflussbereich der römischen Stadt Aventicum (Avenches) entstand beim heutigen Weiler Carignan ein grosser Gutshof, der vom 1. bis 3. Jahrhundert nach Christus bewohnt war. Seit 1985 wurde die Villa systematisch ausgegraben und das 
Römermuseum Vallon errichtet.
Die heutige, im 15. Jahrhundert errichtete Kirche bei Carignan wurde auf den Mauerresten eines Grabbaus aus dem 5. Jahrhundert errichtet. Der Grabbau enthielt 17 in den Fels gehauene und einige weitere umgebende Gräber, die im 6. Jahrhundert von der ersten steinernen Kirche und einer Taufkapelle überbaut wurden. Die spätere Kirche gehörte zunächst dem Bischof von Lausanne, später der Abtei von Payerne an. Die Pfarrei trug bis Ende des 17. Jahrhunderts die Namen Dompierre-en-Vully und Dompierre-le-Grand in Unterscheidung zum auf der anderen Seite der Broyeebene gelegenen Dompierre-le-Petit.
Vallon selbst wird erst 1342 unter dem Namen Valons erwähnt, abgeleitet vom lateinischen Wort vallis (Tal). Seit dem Mittelalter gehörte Vallon zur Herrschaft Estavayer. Nachdem Bern 1536 das Waadtland erobert hatte, gelangte das Dorf unter die Herrschaft von Freiburg und wurde der Vogtei Estavayer zugeteilt, wobei es zusammen mit Delley und Portalban eine Exklave bildete. Nach dem Zusammenbruch des Ancien Régime (1798) gehörte Vallon während der Helvetik bis 1803 zum Bezirk Estavayer, danach zum Bezirk Montagny und ab 1831 zum Bezirk Dompierre, bevor es 1848 in den Bezirk Broye eingegliedert wurde.

## Sehenswürdigkeiten
Die Pfarrkirche Saint-Pierre in Carignan auf einer kleinen Anhöhe zwischen der Broyeebene und dem Tälchen des Laret geht im Kern auf die Zeit um das Jahr 1000 zurück, wurde aber in der späteren Zeit mehrfach umgestaltet und restauriert. An der Stelle der Ausgrabungen der römischen Villa wurde im Jahre 2000 das Römermuseum Vallon errichtet, in dem die Grundmauern, gut erhaltene Mosaiken, darunter eines mit einer Tierhetze (Venatio), sowie eine Reihe weiterer Funde der archäologischen Stätte der Öffentlichkeit zugänglich gemacht sind.